# Inge-Susann Römhild
Inge-Susann Römhild (* 23. März 1955 in Bad Gandersheim) ist eine deutsche Kammermusikerin. Sie war von 1994 bis März 2014 Präsidentin der Musikhochschule Lübeck.

## Leben
Nach dem Klavierstudium in Hannover und erster Tätigkeit an der Hochschule für Musik und Theater Hannover wurde sie 1987 Professorin für Kammermusik und Liedbegleitung an der Lübecker Musikhochschule. 
Anfang der 1980er Jahre gewann Inge-Susann Römhild zweimal die Bundesauswahl Konzerte Junger Künstler und erhielt 1985 das Niedersächsische Nachwuchsstipendium. Mit dem 1980 gegründeten Beethoven-Trio Ravensburg errang sie Preise bei internationalen Wettbewerben in Colmar und Florenz sowie beim Deutschen Musikwettbewerb in Bonn, dessen Stipendiat das Trio war. 1987 wurde sie Mitglied im „Ensembles 13“ Karlsruhe, das sich insbesondere der Pflege Neuer Musik widmet. 
1994 wurde sie zur Rektorin, 2008 zur Präsidentin der einzigen Musikhochschule Schleswig-Holsteins gewählt. Das Amt hatte sie bis 2014 inne. Ihre Nachfolge trat der Saxophonist Rico Gubler an. Seit 1995 ist sie Mitglied im Vorstand der Stiftung Schleswig-Holstein Musik Festival. Von 1997 bis 2002 amtierte sie als Präsidentin des Landesmusikrates Schleswig-Holstein.
1992 heiratete sie den Tenor und Gesangspädagogen Michael Gehrke.